# Notobranchaea macdonaldi
Notobranchaea macdonaldi är en snäckart som beskrevs av Jean Paul Louis Pelseneer 1886. Notobranchaea macdonaldi ingår i släktet Notobranchaea och familjen Notobranchaeidae. Inga underarter finns listade i Catalogue of Life.